# Мостищенская волость

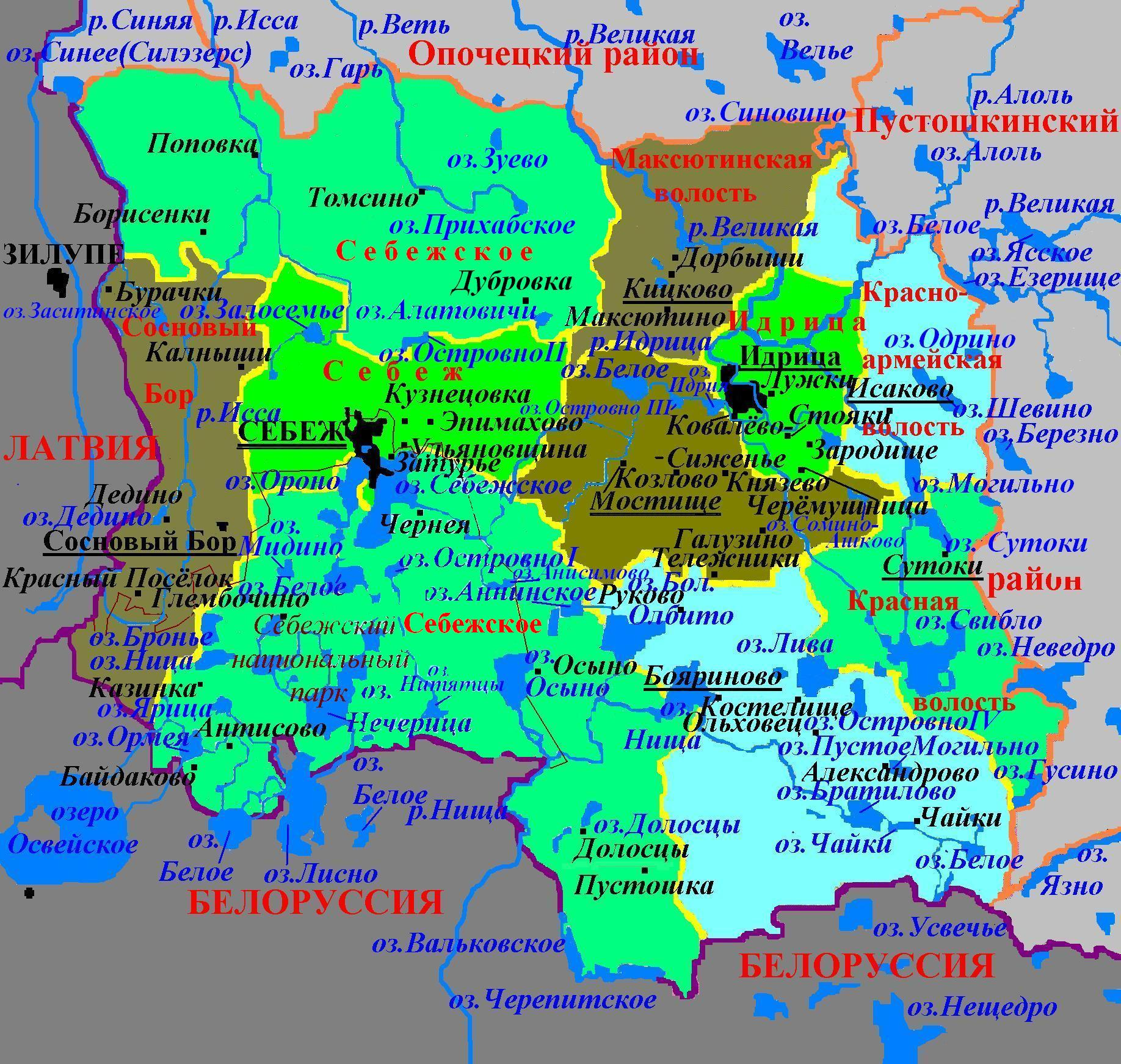
Административное деление Себежского района в 2010—2015 гг.

Мостищенская волость — упразднённые административно-территориальная единица 3-го уровня и муниципальное образование со статусом сельского поселения в Себежском районе Псковской области России.
Административный центр — деревня Мостище.

## География
Территория волости граничила на западе с городским поселением Себеж, на востоке — с городским поселением Идрица, на севере — с Максютинской волостью, на юге — с сельским поселением Себежское (бывшей Долосчанской волостью), Бояриновской и Красной волостями Себежского района.
На территории волости расположены озёра: Белое или Максютинское (2,9 км², глубиной до 3 м), Идрия (1,0 км², глубиной до 2 м), Островно или Островно III или Островня (0,7 км², глубиной до 6 м), Сомино-Ашково (0,6 км², глубиной до 6 м) и др.

## Население
| 2002 | 2010 | 2012 | 2013 | 2014 | 2015 |
| ---- | ---- | ---- | ---- | ---- | ---- |
| 620  | ↘389 | ↘379 | ↘357 | ↘355 | ↘353 |

## Населённые пункты
В состав Мостищенской волости входило 36 деревень: Мостище, Ашково, Борки, Балыки, Галузино, Гринёво, Гребельцы, Гришино, Дроздово, Заноги, Идрия, Козлово, Князево, Костино, Красные Борки, Красный Пень, Красная Вода, Лопухи, Лужки, Максимково, Новое Луково, Осинники, Прудище, Пуцни, Поддубье, Селище, Сомино, Старое Луково, Толстуха, Тележники, Ткачи, Тябуты, Федьково, Харманово, Ходотово, Язвины.

## История
Постановлением Псковского областного Собрания депутатов от 26 января 1995 года все сельсоветы в Псковской области были переименованы в волости, в том числе Мостищенский сельсовет был превращён в Мостищенскую волость.
Законом Псковской области от 28 февраля 2005 года в границах волости было также создано муниципальное образование Мостищенская волость со статусом сельского поселения с 1 января 2006 года в составе муниципального образования Себежский район со статусом муниципального района.
Законом Псковской области от 30 марта 2015 года волость была упразднена и 11 апреля 2015 года включена в состав городского поселения Идрица.